# Венгеров, Анатолий Борисович
Анатолий Борисович Венгеров (10 февраля 1928, Кременчуг — 19 июля 1998, Москва) — советский и российский учёный-правовед, доктор юридических наук, профессор, заведующий кафедрой теории государства и права МГЮА, специалист по теории государства и права и информационному праву.

## Биография
Анатолий Борисович Венгеров родился 10 февраля 1928 года в городе Кременчуге Полтавской области Украинской ССР.
- 1945 год — 1949 год — учёба в Московском юридическом институте.
- 1950 год — 1953 год — помощник прокурора, следователь в органах прокуратуры Литовской ССР.
- 1953 год — 1955 год — переехал на Западную Украину, где занимался адвокатской практикой, заведовал юридической консультацией.
- 1961 год — 1965 год — учёба в аспирантуре ВНИИСИЗ.
- 1966 год — защита во ВНИИСИЗ диссертации на соискание учёной степени кандидата юридических наук на тему «Роль судебной практики в развитии советского права» под руководством доктора юридических наук, профессора С. Н. Братуся[1].
- 1970 год — 1973 год — старший научный сотрудник ВНИИСИЗ.
- 1973 год — 1984 год — руководитель сектора законодательных проблем автоматизации управления ВНИИСИЗ.
- 1975 год — защита диссертации на соискание учёной степени доктора юридических наук на тему «Право и информация в условиях автоматизации управления (теоретические проблемы)»[2].
- 1986 год — 1989 год — руководитель лаборатории в Академии народного хозяйства.
- 1989 год — 1995 год — заведующий кафедрой теории государства и права МГЮА.
- 1993 год — участник Конституционного совещания по подготовке проекта Конституции Российской Федерации[3].
- 1993 год — 1998 год — председатель Третейского информационного суда, затем председатель Судебной палаты по информационным спорам при Президенте Российской Федерации.

Умер 19 июля 1998 года в городе Москве.

## Научная деятельность
В сферу научных интересов профессора А. Б. Венгерова входило изучение проблем теории государства и права и информационного права. За годы работы им опубликовано более 240 научных трудов, в том числе монографии, учебники и учебные пособия. Учебник «Теория государства и права» переиздается и востребован в учебных заведениях и по настоящее время. Активно публиковался в ведущих научных журналах, таких как «Советское государство и право», «Правоведение», «Советская юстиция» и других.

### Некоторые публикации
- Венгеров А. Б., Мицкевич А. В. Закон и законность в хозяйственной деятельности. — М.: Юридическая литература, 1973. — 64 с.
- Венгеров А. Б. Право и информация в условиях автоматизации управления. Теоретические проблемы. — М.: Юридическая литература, 1978. — 208 с.
- Барабашева Н. С., Венгеров А. Б. Право и распределение. — М.: Издательство МГУ, 1988. — 279 с.
- Венгеров А. Б. Теория государства и права: Теория государства в 2 т.. — М.: Юристъ, 1996.
- Венгеров А. Б. Теория государства и права: Теория права в 2 т.. — М.: Юристъ, 1996.
- Венгеров А. Б. Теория государства и права. — М.: Дашков и К, 2022. — ISBN 978-5-394-05065-7.

- Венгеров А. Б. О законодательной инициативе судебных органов // Правоведение : научный журнал. — 1965. — № 4. — С. 130—134.
- Венгеров А. Б. Конституционный контроль в СССР // Правоведение : научный журнал. — 1970. — № 3. — С. 32—42.
- Венгеров А. Б. Конституционные принципы охраны личной жизни советских граждан // Советская юстиция : научный журнал. — 1979. — № 1. — С. 3—4.
- Венгеров А. Б. ЭВМ и договорные отношения в народном хозяйстве // Советское государство и право : научный журнал. — 1980. — № 7. — С. 48—54.
- Венгеров А., Мурадьян Э., Осокин Н. ЭВМ и судебные доказательства // Советская юстиция : научный журнал. — 1981. — № 16. — С. 18—20.
- Венгеров А., Лавров В. Юридическая сила машинных документов // Хозяйство и право : научный журнал. — 1981. — № 10. — С. 82—85.
- Венгеров А. Б. Научно-технический прогресс и применение права // Правоведение : научный журнал. — 1983. — № 3. — С. 21—28.
- Венгеров А. Б. Значение археологии и этнографии для юридической науки // Советское государство и право : научный журнал. — 1983. — № 3. — С. 28—36.
- Венгеров А. Б., Куббель Л. Е., Першиц А. И. Этнография и науки о государстве и праве // Вестник АН СССР : научный журнал. — 1984. — № 10. — С. 88—101.
- Венгеров А. Б. Синергетика, юридическая наука, право // Советское государство и право : научный журнал. — 1986. — № 10. — С. 39—45.
- Венгеров А. Б. Социалистический плюрализм в концепции правового государства // Советское государство и право : научный журнал. — 1989. — № 6. — С. 11—19.
- Венгеров А. Б., Ежков В. В. Управление развитием науки и технологии (организационно-правовой опыт ЕС) // Советское государство и право : научный журнал. — 1991. — № 10. — С. 115—121.

## Награды
- Орден Почёта (1998)[4]

### Биография
- Анатолий Борисович Венгеров (Некролог) // Российская юстиция : научный журнал. — 1998. — № 9. — С. 58.
- Венгеров Анатолий Борисович // Правовая наука и юридическая идеология России: энциклопедический словарь биографий / под ред. В. М. Сырых. — М.: РГУП, 2015. — Т. 3. — С. 313—314. — 1057 с. — ISBN 978-5-93916-417-7.
- Залоило М. В., Черногор Н. Н. Жизненный путь и творческое наследие профессора Анатолия Борисовича Венгерова // Журнал российского права : научный журнал. — 2022. — № 10. — С. 150—173. — ISSN 1605-6590. — doi:10.12737/jrl.2022.112.

### Критика
- Орлов М. А. Теоретико-правовые взгляды Венгерова А. Б. на взаимодействие права и информации // Право и права человека в современном мире: тенденции, риски, перспективы развития. Материалы Всероссийской научной конференции, посвященной памяти профессора Ф. М. Рудинского : сборник. — М.: Саратовский источник (Саратов), 2021. — С. 33—36.
- Монахов В. Н. Вклад Венгерова А. Б. в становление теории и практики информационного права // Информационное право : научный журнал. — 2005. — № 1. — С. 47—48. — ISSN 1999-480X.
- Герасимов А. П., Туманов Г. А. Венгеров А. Б., Барабашева Н. С. Нормативная система и эффективность общественного производства. — М.: Изд-во Моск. ун-та, 1985. — 288 с. (Рецензия) // Советское государство и право : научный журнал. — 1986. — № 3. — С. 138—141.
- Губенко Р. Г., Калюжный Р. А. Обсуждение монографии А. Б. Венгерова «Право и информация в условиях автоматизации управления (теоретические вопросы)» // Правоведение : научный журнал. — 1979. — № 5. — С. 112—114.